# Amadis Jamyn
Amadis Jamyn (* 1540 in Chaource; † 11. Januar 1593 ebenda) war ein französischer Dichter und Übersetzer. Er ist vor allem als Sekretär von Pierre de Ronsard bekannt.

## Leben und Werk
Amadis Jamyn wurde 1557 Page und später Sekretär von Pierre de Ronsard. Daneben war er königlicher Lektor, gehörte zum Kreis um Nicolas de Neufville, seigneur de Villeroy und frequentierte den literarischen Salon von Claude Catherine de Clermont. Seine Dichtung erschien 1575 und 1584 in zwei Bänden. Nach dem Urteil von Marie-Madeleine Fontaine sind die XXVI Sonnetz du deuil de Cléophon (1578, gemeint ist König Heinrich III.) der Gipfel seiner Dichtkunst. Er vollendete 1577 die von Hugues Salel begonnene Übersetzung der Ilias.
In Chaource ist ein Gymnasium nach ihm benannt. In Troyes und Chaource tragen Straßen seinen Namen.

## Werke
- Les oeuvres poétiques. Hrsg. Samuel M. Carrington. 2 Bde. Droz, Genf 1973–1978. (kritische Ausgabe)
- (Übersetzer) Les XXIIII livres de l’Iliade d’Homère, prince des poetes grecs. Traduits du grec en vers françois. Les XI. premiers par M. Hugues Salel, abbé de Saint Cheron. Et les XIII. derniers par Amadis Jamyn, secretaire de la chambre du Roy, tous les XXIIII reveus & corrigez par ledit Am. Jamyn. Paris 1577, 1580, 1584, 1599, 1605.